# Penyengatön
Penyengatön, (Indonesiska: Pulau Penyengat) är en ö i provinsen Riau i Indonesien som är runt 2 kvadratkilometer stor. Ön ligger just utanför Bintan och dess centralort Tanjungpinang.
Ön har varit av stor betydelse och då speciellt på 1700-talet då man byggde ett fort i Johor sultanatet. 
Öns högsta punkt är 37 meter över havet. Ön sträcker sig 0,9 kilometer i nord-sydlig riktning, och 2,0 kilometer i öst-västlig riktning.
På ön ligger Raja Ali Hajis grav, en känd 1800-tals muslimsk historiker och lärare.   